# Hadjimurad Magomedov
Hadjimurad Magomedov (n. 24 februarie 1974, Mahacikala, RSFS Rusă, URSS) este un luptător ce a reprezentat Rusia, medaliat olimpic. A participat la o ediție a Jocurilor Olimpice (1996) în care a câștigat o medalie de aur.

## Participări
Lista de mai jos prezintă principalele competiții la care a participat Hadjimurad Magomedov de-a lungul carierei.
- wrestling at the 1996 Summer Olympics – men's freestyle 82 kg[*]